# Inner Thought
Inner Thought war eine kanadische Death- und Industrial-Metal-Band aus Toronto, die 1989 gegründet wurde und sich ca. 1999 auflöste.

## Geschichte
Nachdem sich die Band Slaughter aufgelöst hatte, entschied sich der Gitarrist Bojan „Bobby“ Sadzak 1989 Inner Thought zu gründen. Ergänzt wurde die Besetzung durch den Sänger Kelly Montico und den Gitarristen Roland Murray. Daraufhin erschien 1993 über Witchhunt Records die EP Disorder of Battles. In den USA wurde die EP mit leicht veränderter Aufmachung bei Dwell Records veröffentlicht. Dasselbe Label lud die Band auch ein, an einem Tribute-Sampler zu Ehren von Celtic Frost teilzunehmen. 1994 erschien das Debütalbum Worldly Separation, worauf die Besetzung neben ihm aus dem Sänger Dennis Balesdent und dem Gitarristen Roland Murray besteht. Statt eines Schlagzeugers war ein Drumcomputer zu hören. Zur Veröffentlichung wurde ein Konzert in Toronto abgehalten, an dem auch Kataklysm und Cryptopsy teilnahmen. Das zweite und zugleich auch letzte Album wurde 1995 unter dem Namen Perspectives veröffentlicht. Das Album war mit dem Produzenten Mark Peters im Metalworks Studio aufgenommen worden. 1999 wurde die Remix-CD Is There Hope amid the Ruins bei Utopian Vision Music veröffentlicht, die eigentlich ein Demo der Band aus dem Jahr 1993 war. Bei demselben Label war auch die Veröffentlichung eines dritten Albums geplant. Jedoch kam es vorher zur Auflösung.

## Stil
Joel McIver schrieb in seinem Buch Extreme Metal II, dass die Band Death Metal spielt und wie The Sisters of Mercy einen Drumcomputer einsetze. Die Musik sei zwar nicht unbedingt bei Death-Metal-Fans beliebt, jedoch könnten sich Fans von Industrial Metal, die von Nine Inch Nails oder frühem Marilyn Manson gelangweilt seien, für Inner Thought interessieren. Robert Müller vom Metal Hammer fühlte sich beim Hören von Worldly Separation an Comecons Megatrends in Brutality erinnert, da es „den gleichen distanzierten Standpunkt zum zeitgenössischen Death Metal“ beziehe, indem man „Drumcomputer, apokalyptische Gitarrenkonstruktionen [und] ganz leichte Industrial-Einflüsse“ einsetze. Klanglich höre es sich „grautönend“ und beklemmend an. Martin Popoff schrieb in seinem Buch The Collector’s Guide of Heavy Metal Volume 3: The Nineties über Worldly Separation, dass hierauf grimmiger und todernster Death Metal zu hören ist. Zudem beschrieb er die Musik als schleppende, eigentümliche und anspruchsvolle Mischung aus Death- und Industrial-Metal. Neben dem Drumcomputer fiel ihm der Einsatz von Samples auf. Gewidmet sei das Album den Opfern des Krieges in Jugoslawien. Perspectives biete auf Industrial basierenden Death Metal, der beißender und progressiver klinge als zuvor. Der Hörer werde dabei auf eine Reise in die Tiefen des politischen und persönlichen Leids genommen. Popoff empfand die Musik als zu abgehoben und düster, als dass man sie genießen könnte.

## Diskografie
- 1993: Disorder of Battles (EP, Witchhunt Records)
- 1994: Worldly Separation (Album, Witchhunt Records)
- 1995: Perspectives (Album, Witchhunt Records)
- 1999: Is There Hope amid the Ruins (EP, Utopian Vision Music)